# Território do Havaí
O Território do Havaí ou Território havaiano era um território organizado incorporado dos Estados Unidos, que existiu desde 7 de julho de 1898 até 21 de agosto de 1959, quando seu território foi admitido à união como o 50° estado dos Estados Unidos, Estado do Havaí. A Lei de Admissão do Havaí especificou explicitamente que o Estado do Havaí não incluiria, Atol Palmyra, Atol Midway, Atol Johnston e o Recife Kingman.
O Congresso dos Estados Unidos aprovou a Resolução Newlands, que anexou o antigo Reino do Havaí e mais tarde a República do Havaí para os Estados Unidos. A história territorial do Havaí inclui um período de 1941-1944 durante a Segunda Guerra Mundial quando as ilhas foram colocados sob lei marcial. O governo civil foi dissolvido e um governador militar foi nomeado.

## Governo Provisório

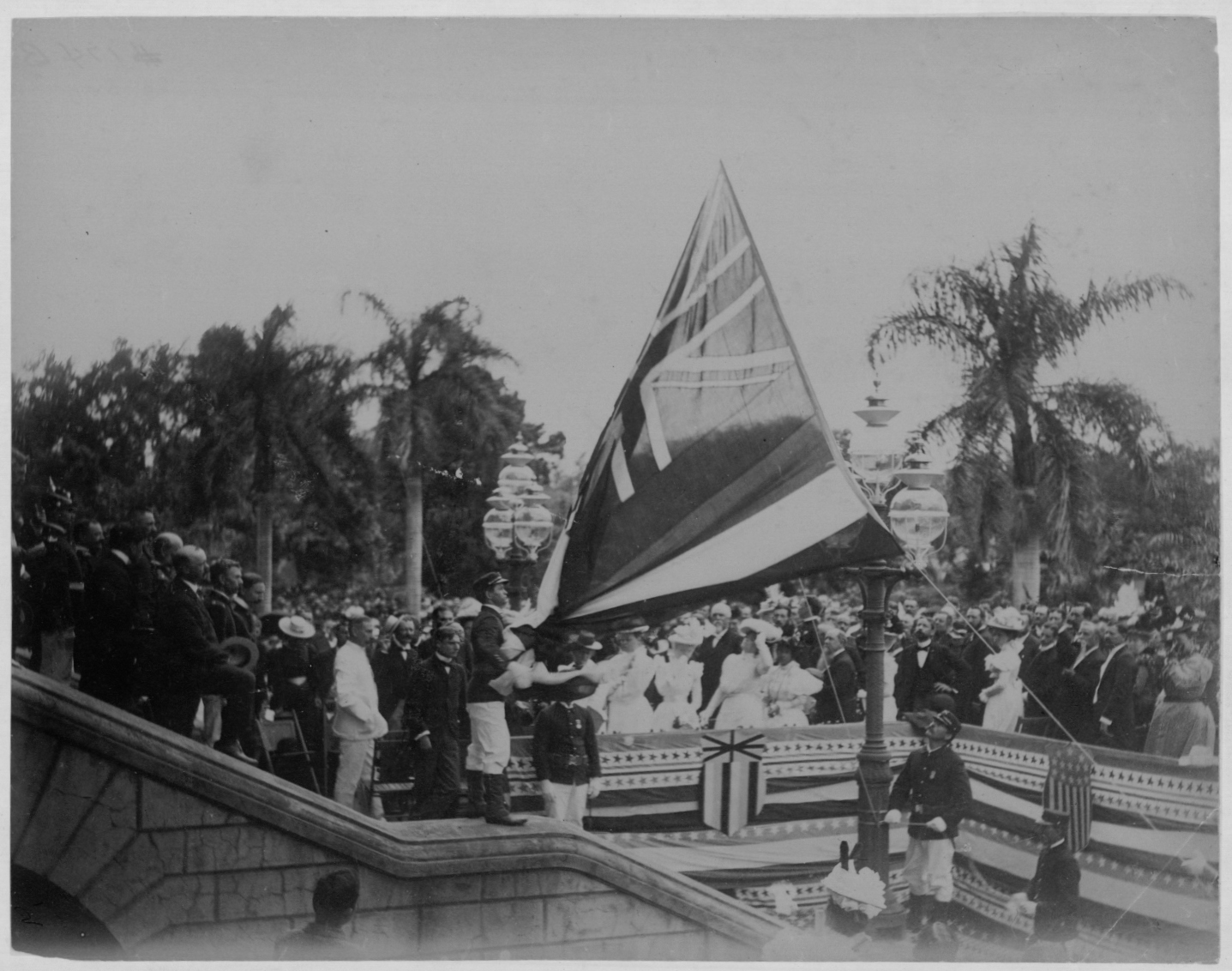
Em 12 de agosto de 1898, a bandeira do Reino do Havaí hasteada sobre o Palácio 'Iolani foi baixada para hastear a bandeira dos Estados Unidos para indicar anexação.

Após a derrubada da Rainha Liliuokalani em 1893, o Comitê de Segurança liderada por Lorrin A. Thurston estabeleceu o Governo Provisório do Havaí para governar as ilhas em transição para a anexação esperada dos Estados Unidos. Thurston pressionou ativamente o Congresso enquanto a monarquia, representada em Washington, D.C. pela Princesa Victoria Kaiulani, argumentou que a derrubada do governo de sua tia era ilegal.
Primeiro o processo de anexação começou quando o Presidente dos Estados Unidos Benjamin Harrison deixou o cargo e Grover Cleveland assumiu. Cleveland era um anti-imperialista e foi fortemente contra a anexação. Ele retirou o tratado de anexação de consideração, organizou um inquérito e recomendou o restabelecimento da Liliuokalani. Outras investigações do Congresso levaram ao Relatório Morgan, que estabeleceu que as ações dos soldados norte-americanos estavam completamente neutros e exonerou os Estados Unidos de qualquer acusação de cumplicidade com a derrubada.
O governo provisório convocou uma convenção constitucional em Honolulu para estabelecer a República do Havaí. Thurston foi incitado a se tornar o primeiro presidente da nação, mas ele estava preocupado com sua personalidade prejudicaria por causa da anexação. O mais conservador ex-juiz da Suprema Corte e amigo da Rainha Liliuokalani, Sanford B. Dole, foi eleito o primeiro e único presidente do novo regime.

## Destino Manifesto

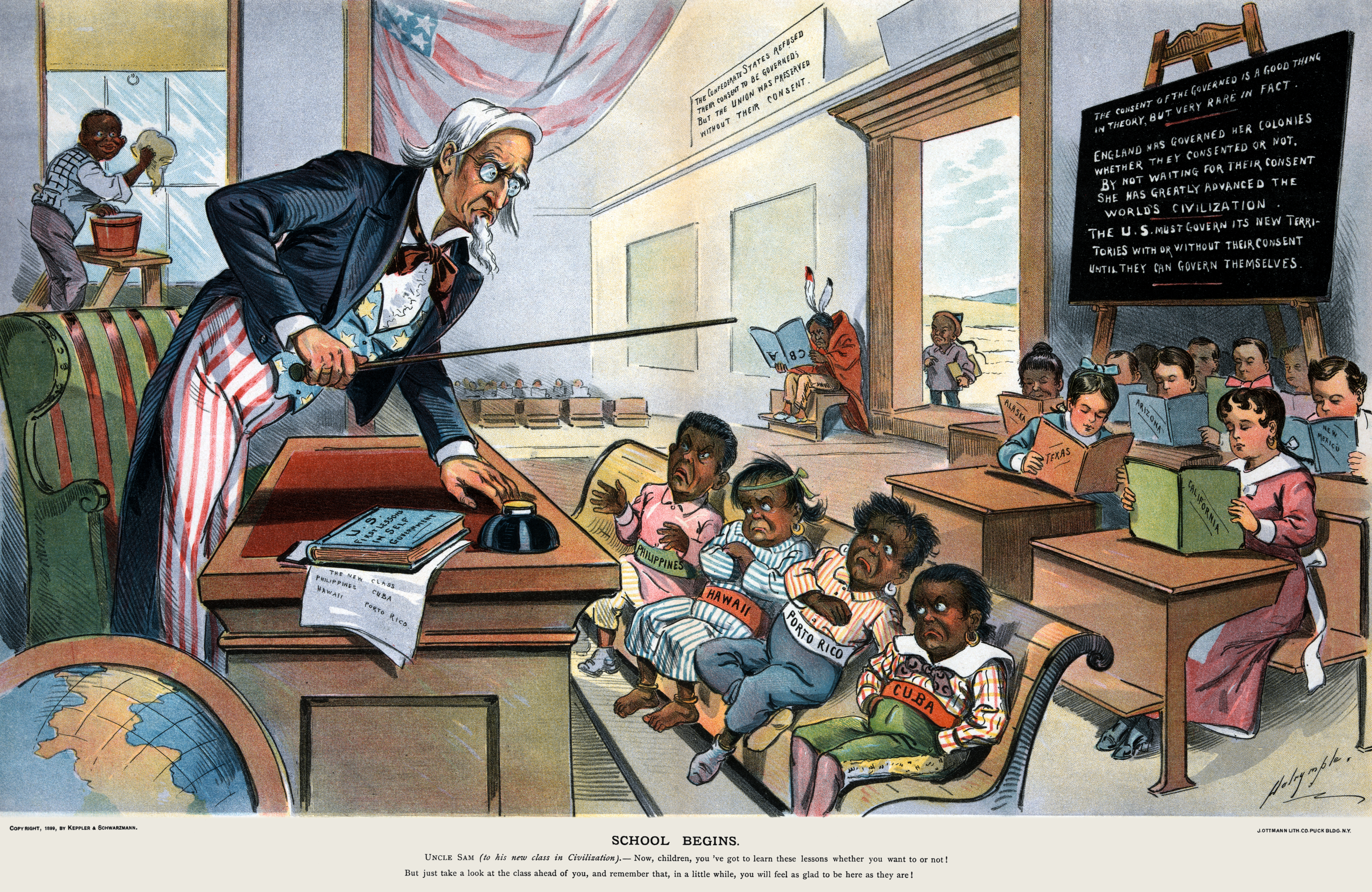
Caricatura representando dos Estados Unidos, seus territórios, e os Estados Unidos controlando as regiões como uma sala de aula com as Filipinas, Havaí, Porto Rico e Cuba.

Quando a presidência de Grover Cleveland terminou em março de 1897, o ex-soldado da Guerra Civil Americana William McKinley tomou posse. McKinley acredita no aumento da proeminência americana no cenário internacional.
Sob as políticas de McKinley, os americanos foram enviados para lutar contra a Espanha em Cuba, Filipinas e Porto Rico na Guerra Hispano-Americana de 1898. A localização estratégica do Havaí em apoiar a guerra nas Filipinas tornou-se especialmente importante para os interesses americanos.
Pouco depois da entrada dos Estados Unidos na Primeira Guerra Mundial, em abril de 1917, a Rainha Liliuokalani hasteou a bandeira dos Estados Unidos sobre a sua residência em Washington Place. Ela afirmou que era em honra as pessoas do Havaí que recentemente perderam suas vidas nas Forças Armadas dos Estados Unidos, e também foi visto como sua aceitação final da derrubada de sua monarquia e a anexação do Havaí pelos Estados Unidos. Seu recente patriotismo aos Estados Unidos foi inspirado na morte de cinco marinheiros do Havaí.

## Anexação
Em 4 de julho de 1898 o Congresso aprovou a Resolução Newlands (em homenagem ao congressista Francis Newlands), que anexou oficialmente o Havaí aos Estados Unidos. A resolução foi assinada por McKinley no dia 7 de julho. A cerimônia formal foi realizada na frente do Palácio 'Iolani, onde a bandeira havaiana foi abaixado e a bandeira americana levantada. Dole foi nomeado o primeiro governador do território do Havaí.

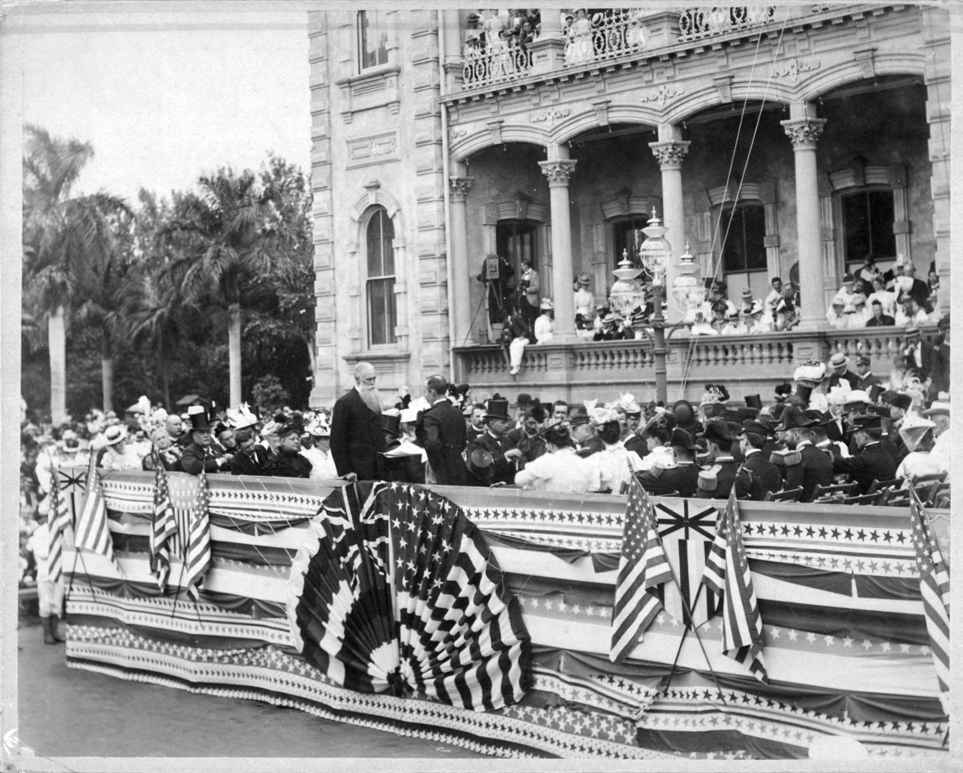
Sanford B. Dole foi empossado como o primeiro governador do território nos degraus do Palácio 'Iolani e os empresários americanos e proprietários de plantações elogiaram a vitória contra a monarquia.

A Resolução Newlands disse: "Considerando que, o Governo da República do Havaí ter, na devida forma, manifestado o seu consentimento, na forma prevista pela sua constituição, a ceder absolutamente e sem restrições aos Estados Unidos da América, todos os direitos de soberania de qualquer tipo e sobre as ilhas havaianas e suas dependências, e também a ceder e transferir aos Estados Unidos, a taxa absoluta e propriedade de todos os espaços públicos, Governo, ou as terras da Coroa, prédios públicos ou edifícios, portos, equipamentos militares, e todos os outros bens públicos de qualquer natureza ou denominação que pertence ao Governo das ilhas havaianas, juntamente com todo o direito pertencente: Portanto, resolvido pelo Senado, Câmara dos Representantes dos Estados Unidos da América e no Congresso, que dizem ser aceito, ratificado, e confirmado, e que as ilhas havaianas e suas dependências, e são por isto, como um anexo por parte do território dos Estados Unidos e estão sujeitos ao domínio soberano do mesmo, e que todos os singulares as propriedades e os direitos anteriormente mencionados pertençam aos Estados Unidos da América".
A Resolução Newlands criou uma comissão de cinco membros para estudar quais leis eram necessárias no Havaí. A comissão conta com: Governador do Território Sanford B. Dole (R-Território do Havaí), os senadores Shelby M. Cullom (R-IL) e John T. Morgan (D-AL), Representante Robert R. Hitt (R-IL) e o ex-chefe de Justiça do Havaí e mais tarde o Governador do Território Walter F. Frear (R-Território do Havaí). O relatório final da comissão foi apresentado ao Congresso para um debate que durou mais de um ano. Congresso levantou objeções que a criação de um governo territorial eleito no Havaí levaria à admissão de um estado com uma maioria não-branca.

## Lei Orgânica
Congresso finalmente concordou em conceder ao Havaí um governo eleito pelo seu próprio povo e McKinley assinou uma lei, um ato para fornecer um governo para o Território do Havaí, também conhecida como a Lei Orgânica do Havaí de 1900.
A Lei Orgânica estabeleceu o Gabinete do Governador do Território, um escritório nomeado pelo presidente americano e foi geralmente de seu próprio partido político. O governador do território servia na vontade do presidente e poderia ser substituído a qualquer momento.

### Governadores do território
| - Sanford B. Dole, Republicano, (1900–1903) - George R. Carter, Republicano, (1903–1907) - Walter F. Frear, Republicano, (1907–1913) - Lucius E. Pinkham, Democrata, (1913–1918) - Charles J. McCarthy, Democrata, (1918–1921) - Wallace R. Farrington, Republicano, (1921–1929) | - Lawrence M. Judd, Republicano, (1929–1934) - Joseph B. Poindexter, Democrata, (1934–1942) - Ingram M. Stainback, Democrata, (1942–1951) - Oren E. Long, Democrata, (1951–1953) - Samuel Wilder King, Republicano, (1953–1957) - William F. Quinn, Republicano, (1957–1959) |

A Lei Orgânica criou uma legislatura bicameralismo do território, composto por uma Câmara dos Deputados e outro do Senado, com seus membros eleitos por voto popular, e um do Supremo Tribunal liderado por um chefe de justiça.

### Representantes do Congresso
Representação na Câmara dos Representantes dos Estados Unidos foi limitada a um único delegado sem direito a voto:
| - Robert William Wilcox (1900–1903) - Jonah Kūhiō Kalanianaʻole (1903–1922) - Henry Alexander Baldwin (1922) - William Paul Jarrett (1923–1927) - Victor Stewart Kaleoaloha Houston (1927–1933) | - Lincoln Loy McCandless (1933–1935) - Samuel Wilder King (1935–1943) - Joseph Rider Farrington (1943–1954) - Mary Elizabeth Pruett Farrington (1954–1957) - John Anthony Burns (1957–1959) |

## Início do turismo
A indústria do turismo no Havaí começou em 1882, quando a Matson Navigation Company, fundada por William Matson, começou com navios à vela entre San Francisco e o Havaí que transportavam mercadorias. Seus transportes o incentivaram a comprar navios a vapor de passageiros que transportavam turistas que desejam férias no Havaí a partir do território dos Estados Unidos.
A frota da Matson incluiu o SS Wilhelmina, rivalizando com os melhores navios de passageiros que servem as rotas tradicionais do Atlântico. Com o boom no interesse de férias no Havaí por famílias mais ricas dos Estados Unidos no final de 1920, Matson acrescentou o SS Mariposa, SS Monterey e o SS Lurline (um dos muitos Lurlines) à frota.
Matson Navigation Company abriu dois hotéis resort em Honolulu perto das propriedades reais. O primeiro (e por um tempo o único) hotel em Waikiki foi o Moana Hotel que foi inaugurado em 1901. Como o primeiro hotel em Waikiki, foi apelidado de "Primeira-Dama de Waikiki". O hotel ganhou atenção internacional em 1920, quando Eduardo, Príncipe de Gales e futuro rei Eduardo VIII do Reino Unido, se hospedou.
Em 1927, o Royal Hawaiian Hotel, informalmente chamado de "Palácio Rosa do Pacífico", iniciou suas atividades. Era a residência havaiana preferida do Presidente dos Estados Unidos Franklin D. Roosevelt durante a Segunda Guerra Mundial.

## Bases militares
Com a anexação, os Estados Unidos viram o Havaí como seu ativo militar mais estratégico. Presidente dos Estados Unidos, McKinley e seu sucessor Theodore Roosevelt expandiram a presença militar no Havaí e estabeleceu várias bases, alguns ainda em uso hoje. Em 1906, toda a ilha de Oahu estava sendo fortificada nas costas com a construção de um "Anel de Aço", uma série de baterias de artilharia montadas em paredes costeiras de aço. Uma das poucas baterias que sobreviveram concluídas em 1911, Bateria Randolph, é hoje o local do Museu do Exército dos Estados Unidos no Havaí.
Lista de Instalações Territoriais:
| - Camp McKinley (est. 1898) - Forte Kamehameha (est. 1907) - Estação Naval de Pearl Harbor (est. 1908) - Forte Shafter (est. 1907) - Forte Ruger (est. 1909) - Schofield Barracks (est. 1909) | - Bateria Closson (est. 1911) - Bateria Dudley (est. 1911) - Bateria Randolph (est. 1911) - Forte DeRussy (est. 1915) - Wheeler AFB (est. 1922) |

## Boom industrial e os "Big Five"
Como um território dos Estados Unidos, as plantações de cana ganharam uma nova infusão de investimento. Da eliminação de impostos sobre a cana enviada para os Estados Unidos, os fazendeiros tinham mais dinheiro para gastar em equipamentos, terra e trabalho. O aumento de capital resultou em aumento da produção. Cinco corporações da era do beneficiamento com a anexação, tornando-se conglomerados de milhões de dólares: Castle & Cooke, Alexander & Baldwin, C. Brewer & Co., American Factors (depois Amfac, Inc.), Theo H. Davies & Co. Juntas, as cinco empresas dominaram a economia do Havaí como "Big Five".
As cinco grandes corporações em conjunto tornou-se uma única força dominante no Havaí. As empresas não competiam entre si, mas sim colaboravam para manter os preços de seus produtos e serviços com lucros elevados. Logo, os executivos da Big Five sentaram em conselhos de administração de cada um. Com o poder econômico veio o poder político sobre o Havaí. Eles muitas vezes ameaçaram a força de trabalho à votar a seu favor. Gerentes das plantações penduravam lápis sobre as cabines de votação. A forma como o cordão do lápis balançava indicada como o trabalhador votava. A retaliação por votar "de maneira errada" era comum.
O território tornou-se uma oligarquia governada pela Big Five. Eles apoiaram apenas os brancos e os Republicanos para administrar o governo. Durante o governo do Big Five, era quase impossível ganhar uma eleição no Havaí como um Democrata.

## Abacaxis do Havaí
James Dole, também conhecido como o Rei do abacaxi, chegou ao Havaí em 1899. Ele comprou um terreno em Wahiawa e criou a primeira plantação de abacaxi no Havaí. Crendo que o abacaxi pode se tornar uma substância alimentar popular fora do Havaí, Dole construiu uma fábrica de conservas perto de sua primeira plantação em 1901. HawaiianPineapple Company, mais tarde renomeado, nascendo assim Dole Food Company.
Com a escalada do negócio nos lucros, Dole expandiu e construiu uma fábrica de conservas maior em Iwilei perto do porto de Honolulu, em 1907. A localização de Iwilei fez suas principais operações mais acessíveis ao trabalho. A fábrica de conservas em Iwilei esteve em operação até 1991. A atriz Bette Midler foi uma dos seus colaboradores mais famosos.
Dole se viu no meio de um boom industrial e econômico. Em resposta à crescente demanda dos abacaxis em 1922, Dole comprou toda a ilha de Lanai e a transformou em paisagem de deserto para plantar a maior plantação de abacaxis do mundo. Por um longo espaço de tempo, Lanai iria produzir 75% dos abacaxis do mundo e tornar-se imortalizado como a "Ilha do Abacaxi".
Na década de 30, o Havaí se tornou a capital da produção mundial de abacaxi e se tornou sua segunda maior indústria. Após a Segunda Guerra Mundial, houve um total de oito empresas de abacaxis no Havaí.

## Relações raciais
Um dos desafios mais importantes que os havaianos tiveram que enfrentar eram as relações raciais. No momento em que o Havaí se tornou um território, grande parte da população do Havaí era composta por trabalhadores de plantações da China, Japão, Filipinas e Portugal. Havia uma grande população substancialmente nativa que também dividia o trabalho. Suas experiências de plantio moldado fizeram o Havaí se tornar uma cultura de plantação. A língua Pidgin havaiano foi desenvolvida nas plantações para que todos pudessem entender um ao outro. Budismo e o Xintoísmo cresceram para se tornar as maiores religiões do Havaí. Catolicismo se tornou a maior denominação cristã do Havaí.

### Caso Massie
As relações raciais no Havaí chamaram atenção nacional em 12 de setembro de 1931, quando Thalia Massie, a esposa de um oficial da Marinha dos Estados Unidos, ficou bêbado e alegou que ela foi espancada e estuprada. Naquela mesma noite, o Departamento de Polícia de Honolulu parou um carro e detiveram cinco homens, todos os trabalhadores de plantações. Os policias levaram os homens para o quarto de hospital de Massie onde ela os identificou. Muitos analistas dizem que hoje ela estava enganada, e ela os acusou por causa de sua etnia. Embora as evidências não podiam provar que os homens estavam diretamente envolvidos, os jornais nacionais rapidamente escreveram histórias sobre os nativos brutos à espreita das mulheres brancas, no Havaí. O júri no julgamento inicial não conseguiu chegar a um veredito. Um dos acusados depois foi espancado, enquanto outro, Joseph Kahahawai, foi forçado a entram em um carro e morto a tiros.
A polícia pegou os assassinos de Kahahawai: marido de Massie, Thomas, a mãe Grace Fortescue, e dois marinheiros. Famoso advogado criminalista Clarence Darrow os defendeu. Um júri de moradores os considerou culpados e os sentenciou à trabalhos forçados por 10 anos. Indignados com a punição do tribunal, líderes brancos do território, bem como 103 membros do Congresso assinaram uma carta ameaçando impor a lei marcial sobre o território. Isso pressionou o Governador Lawrence M. Judd a comutar as sentenças para apenas uma hora. Os habitantes do Havaí estavam chocados e toda a América os reconsiderou que eles achavam da diversidade racial do Havaí.

### Soberania bloqueada
De 1935 a 1937, o Congresso começou a deliberação sobre a possibilidade ou não do Havaí ser concedido como um Estado. Políticos da supremacia branca do sul ficaram indignados com a noção de que o Congresso permitiria um território de maioria não-branca a ser concedido os direitos concedidos aos americanos no continente. A soberania foi adiada por mais de 20 anos sobre a questão racial.

## Lei marcial
De 1941 a 1944, após o ataque a Pearl Harbor e a entrada dos Estados Unidos na Segunda Guerra Mundial, Governadores do Território Joseph B. Pointdexter e Ingram M. Stainback se despojaram dos seus poderes administrativos, declarando lei marcial. Com a constituição do território suspensa, o legislador e o supremo tribunal também foram dissolvidos por tempo indeterminado. Lei militar entrou em vigor a todos os residentes do Havaí. A formação do governo militar era praticamente feito pelo major-general Thomas H. Green e o juiz general do exército dos Estados Unidos, que se tornou Procurador Geral dos Militares. General Walter Short designou si próprio governador militar em 7 de dezembro de 1941. Ele assumiu o controle do Havaí e governou a partir do Palácio 'Iolani, que foi rapidamente equipado com trincheiras. Ele foi liberado em 17 de dezembro e acusado de abandono do dever, acusado de fazer preparações medíocres antes do ataque a Pearl Harbor.
Sob a lei marcial, cada habitante do Havaí estava sob o controle do governador militar. O governo exigiu impressões digitais todos os residentes com idade superior a seis anos, impôs apagões, toques de recolher, comida e gasolina racionada, censura as notícias e a mídia, censura em todo o correio, álcool proibido, horário comercial atribuído, coleta especial de lixo e o tráfego controlado. As leis do governador militar foram chamadas de Ordens Gerais. Violações significava punição sem apelo por tribunais militares.
Anthony, a sombra procurador-geral do período, forneceu informações diferentes. O "velho e fraco"  Poindexter (sic), designado democrata, foi diversas vezes enganado até a sua rendição de seus poderes. Anthony não mencionou as impressões digitais; confirmou o racionamento de gasolina, mas não da comida (ao contrário do continente); e desmente a proibição de bebidas, mostrando os militares ganharam grandes lucros por licenças e taxas das bebidas.
O governo militar instituiu a estagnação de emprego pela Ordem Geral Nº 91; e a proibição de tribunais que exigiam testemunhas e jurados. Infrações de trânsito eram compensadas com prisão e avia evidenciadas dos tribunais militares com preconceito contra os civis. Seguiu-se uma batalha de territórios entre os departamentos federais de Guerra, Justiça e Interior, em que o único meio desempenhou um papel de mediador. Na verdade, parecia uma guerra se não o Comando do Pacífico estava operando de forma autônoma.
Os casos de Glockner e Seifert, na verdade dois detidos, alemães naturalizados, testou a suspensão dos habeas corpus dos militares. No segundo ano da lei marcial, em agosto de 1943, o Juiz Distrital dos Estados Unidos Metzger intimou o general Richardson como a razão pela qual estes dois foram detidos sem acusações. O general, de acordo com a Ordem Geral nº 31, poderia ter sido preso por trazer acusações contra uma pessoa militar, mas em vez disso o Marechal maltratado, de modo a evitar convocação. Os prisioneiros foram soltos fora do Havaí, evitando a queda do poder militar implicado.
Lista de Governadores Militares:
- Walter Short (1941)
- Delos C. Emmons (1941–1943)
- Robert C. Richardson, Jr. (1943–1944)

## Revolução Democrática de 1954
A Revolução Democrática de 1954 foi uma revolução não-violenta que consistia em greves gerais, protestos e outros atos de desobediência civil. A Revolução culminou nas eleições territoriais de 1954, onde o reinado do Partido Republicano do Havaí na legislatura vieram um fim repentino, foram derrotados nas eleições e foram substituídos por membros do Partido Democrático do Havaí.

## Havaí 7
Durante os anos que antecederam a derruba e os temores da Guerra Fria o Partido Republicano dos Estados Unidos estavam no meio da segunda ameaça vermelha. O FBI empregou a Lei Smith para o Partido Comunista do Havaí e o ILWU, prendendo aqueles que se tornariam conhecidos como o Havaí 7 em 28 de agosto de 1951 em incursões sincronizadas às 6:30 da manhã. Eles foram condenados em um julgamento longo de dois anos. O Havaí 7 acabaram por ser libertados em 1958.
- Jack Hall
- John Reinecke
- Koji Ariyoshi
- Jack Kimoto
- Jim Freeman
- Charles Fujimoto
- Eileen Fujimoto

## Soberania
Depois de fracassar em 1935 e 1937 para convencer o Congresso o Havaí estava pronto para ser um Estado, o Havaí ressuscitou uma campanha em 1940, colocando a questão de soberania na cédula de votação. Dois terços do eleitorado no território votaram a favor da adesão à União. Após a Segunda Guerra Mundial, a soberania foi repetida com apoio ainda maior, até mesmo de alguns estados do continente. As razões para o apoio da soberania eram claras:
- O Havaí queria a capacidade de eleger o seu próprio governador
- O Havaí queria a capacidade de eleger o presidente
- O Havaí queria o fim a tributação sem votação da representação no Congresso
- O Havaí sofreu o primeiro golpe da guerra
- Habitantes étnicos não-brancos do Havaí, especialmente os japoneses, provaram sua lealdade por ter servido na linha de frente da Europa
- O Havaí consistiu em 90% dos cidadãos dos Estados Unidos, a maioria nascida dentro dos Estados Unidos

Um ex-oficial do Departamento de Polícia de Honolulu, John A. Burns, foi eleito delegado do Havaí para o Congresso em 1956. Um Democrata, Burns ganhou sem votos em branco, mas sim com um apoio esmagador dos japoneses e filipinos do Havaí. Sua eleição se mostrou fundamental para o movimento de um Estado. Ao chegar em Washington, D.C., Burns, começou a fazer manobras políticas-chave, conquistando aliados entre os líderes do Congresso e governadores estaduais. A mais importante realização de Burns foi convencer o líder da maioria no Senado Lyndon B. Johnson (D-Texas) que o Havaí estava pronto para se tornar um Estado.
Em março de 1959, ambas as câmaras do Congresso aprovou a Lei de Admissão do Havaí e o Presidente dos Estados Unidos, Dwight D. Eisenhower assinou a lei. Em 27 de junho de 1959, um plebiscito foi realizado pedindo aos moradores do Havaí de votar em aceitar ou não o projeto de lei de soberania. O Havaí votou 17-1 em aceitar. Em 21 de agosto, os sinos das igrejas tocaram por toda a Honolulu sobre o anúncio de que o Havaí era, finalmente, um estado dos Estados Unidos.

## Outras leituras
- Thomas H. Green, The Papers of Major General Thomas H. Green, Judge Advocate General's Corps, U.S. Army, University Publications of America, 2001